# Afghan Telecom
Afghan Telecom (AfTel) es una compañía de telecomunicaciones que ofrece servicios de línea fija, servicios inalámbricos de voz y datos bajo una licencia de 25 años en Afganistán. La compañía es de propiedad y operación del gobierno. En 2005, el Ministerio de Comunicaciones de Afganistán lo convirtió en una entidad privada, al tiempo que mantuvo la supervisión y el control.